# Кнез Село
Кнез Село је насељено место у градској општини Пантелеј на подручју града Ниша у Нишавском округу. Налази се североисточном рубу нишке котлине, на око 10 км од центра Ниша. Према попису из 2022. било је 680 становника (према попису из 1991. било је 932 становника).

## Историја
Налази римског порекла указују на давну засељеност сеоског простора. На постојање Кнез Села и у словенском феудалном периоду посредно указује турски попис из 1498. године који га затиче као село са 29 домова, 10 неожењених и 5 удовичких домова. Зеамет је Ибрахим-бега из Ниша и даје приход од 5.182 акче. Према турском попису нахије Ниш из 1516. године, место је било једно од 111 села нахије и носило је исти назив као данас, а имало је 39 кућа, 6 удовичка домаћинства, 14 самачка домаћинства. Након тешког периода проживљеног у аустро-турским ратовима, болештина, паљења у нишкој буни 1841. године и у рату 1876. године (када је становништво избегло у Србију и кроз две године се вратило), ослобођење је дочекало као осредње село. Крајем 19. века (1895. године) имало је 111 домаћинстава и 907 становника, а 1930. године у њему јуе живело 148 домаћинстава са 1101 становником. За време Турака пред ослобођење ту није било праве школе. Децу је учио читању и писању општински писар у општинској судници, уз одређен хонорар који су му давали родитељи.
После ослобођења од Турака, Кнез Село се развијало као ратарско-сточарско и виноградарско-воћарско село. Нарочито је виноградарство добило на значају. Свој пољопривредни карактер, најпре на преовлађујућим натуралним, а касније претежно на тржишним основама, задржало је иза Другог светског рата, а од 1965-70. године добија карактеристике приградског насеља. Током 1938/39. године у Кнез Селу је, 0,5 км западно од сеоског насеља, под Градцом, на надморској висини 450 м, почео да се гради бановински санаторијум за туберкулозу (камен темељац освећен 21. новембра 1938). Иако делимично коришћен већ уочи рата и током окупације, санаторијум је пуним капацитетом почео да ради по завршетку рата. Године 1969/70. интегрисан је са грудним одељењем Градске болнице и Антитуберкулозним диспанзером, а од 1982. године је у саставу Клинике за плућне болести Медицинског факултета у Нишу.
Релативна близина Ниша и добре саобраћајне везе (асфалт од 1970-72. године) подстакли су с једне стране исељавање, а с друге стране преоријентацију доброг дела становништва на непољопривредна занимања и мешовиту привреду. Порасла је дневна радна и школска миграција. Добре саобраћајне везе, повољна надморска висина, повољна инсолација и изванредне визуре на нишку котлину и Ниш подстакли су током седме и осме деценије 20. века интензивно откупљивање земљишта и грађење пољских кућа (викендица) од стране Нишлија, којих је крајем 1982. године било - изграђених или у градњи - око 60. Према подацима пописа у Кнез Селу су 1971. године живела 84 пољопривредна, 134 мешовита и 75 непољопривредних домаћинстава.

## Саобраћај
До Кнез Села се може доћи приградском линијом 15 ПАС Ниш - Доњи Матејевац - Горњи Матејевац - Кнез Село.

## Демографија
У насељу Кнез Село живи 749 пунолетних становника, а просечна старост становништва износи 49,1 година (47,9 код мушкараца и 50,4 код жена). У насељу има 253 домаћинстава, а просечан број чланова по домаћинству је 2,69.
Ово насеље је великим делом насељено Србима (према попису из 2002. године).
|  |

| Демографија | Демографија | Демографија |
| Година      | Становника  | Становника  |
| ----------- | ----------- | ----------- |
| 1948.       | 1.390       |             |
| 1953.       | 1.444       |             |
| 1961.       | 1.520       |             |
| 1971.       | 1.182       |             |
| 1981.       | 1.022       |             |
| 1991.       | 932         | 925         |
| 2002.       | 926         | 933         |
| 2011.       | 865         |             |
| 2022.       | 680         |             |

| Етнички састав према попису из 2002.‍ | Етнички састав према попису из 2002.‍ | Етнички састав према попису из 2002.‍ | Етнички састав према попису из 2002.‍ | Етнички састав према попису из 2002.‍ |
| ------------------------------------ | ------------------------------------ | ------------------------------------ | ------------------------------------ | ------------------------------------ |
|                                      |                                      |                                      |                                      |                                      |
| Срби                                 | Срби                                 |                                      | 912                                  | 98,48%                               |
| Хрвати                               | Хрвати                               |                                      | 1                                    | 0,10%                                |
| Украјинци                            | Украјинци                            |                                      | 1                                    | 0,10%                                |
| Руси                                 | Руси                                 |                                      | 1                                    | 0,10%                                |
| Македонци                            | Македонци                            |                                      | 1                                    | 0,10%                                |
| непознато                            | непознато                            |                                      | 5                                    | 0,53%                                |

| Година пописа     | 1948. | 1953. | 1961. | 1971. | 1981. | 1991. | 2002. |
| ----------------- | ----- | ----- | ----- | ----- | ----- | ----- | ----- |
| Број домаћинстава | 211   | 272   | 337   | 293   | 280   | 276   | 319   |

| Број чланова      | 1  | 2  | 3  | 4  | 5  | 6  | 7 | 8 | 9 | 10 и више | Просек |
| ----------------- | -- | -- | -- | -- | -- | -- | - | - | - | --------- | ------ |
| Број домаћинстава | 59 | 89 | 70 | 53 | 26 | 17 | 5 | 0 | 0 | 0         | 2,90   |

| Пол    | Укупно | Неожењен/Неудата | Ожењен/Удата | Удовац/Удовица | Разведен/Разведена | Непознато |
| ------ | ------ | ---------------- | ------------ | -------------- | ------------------ | --------- |
| Мушки  | 412    | 92               | 273          | 31             | 13                 | 3         |
| Женски | 400    | 58               | 272          | 64             | 6                  | 0         |
| УКУПНО | 812    | 150              | 545          | 95             | 19                 | 3         |

| Пол    | Укупно                    | Пољопривреда, лов и шумарство | Рибарство                            | Вађење руде и камена | Прерађивачка индустрија       |
| ------ | ------------------------- | ----------------------------- | ------------------------------------ | -------------------- | ----------------------------- |
| Мушки  | 174                       | 12                            | 0                                    | 0                    | 52                            |
| Женски | 101                       | 12                            | 0                                    | 1                    | 20                            |
| УКУПНО | 275                       | 24                            | 0                                    | 1                    | 72                            |
| Пол    | Производња и снабдевање   | Грађевинарство                | Трговина                             | Хотели и ресторани   | Саобраћај, складиштење и везе |
| Мушки  | 5                         | 16                            | 11                                   | 1                    | 13                            |
| Женски | 0                         | 0                             | 8                                    | 3                    | 2                             |
| УКУПНО | 5                         | 16                            | 19                                   | 4                    | 15                            |
| Пол    | Финансијско посредовање   | Некретнине                    | Државна управа и одбрана             | Образовање           | Здравствени и социјални рад   |
| Мушки  | 2                         | 7                             | 9                                    | 8                    | 14                            |
| Женски | 1                         | 0                             | 1                                    | 5                    | 31                            |
| УКУПНО | 3                         | 7                             | 10                                   | 13                   | 45                            |
| Пол    | Остале услужне активности | Приватна домаћинства          | Екстериторијалне организације и тела | Непознато            | Непознато                     |
| Мушки  | 2                         | 0                             | 0                                    | 22                   | 22                            |
| Женски | 2                         | 0                             | 0                                    | 15                   | 15                            |
| УКУПНО | 4                         | 0                             | 0                                    | 37                   | 37                            |

## Споменици културе у селу
Од значајних споменика културе који се могу видети и посети у Кнез селу јесу следеће знаменотисти:
- Црква Св Илије - о самој историји Цркве св Илија мало се зна. Оно што се може запазити да се у порти саме Цркве као посебна грађевина налази звонара. На самој звонари, налази се спомен плоча. На самој спомен плочи угравирана су имена и презимена особа које су своје животе дале у Првом светском рату у периоду од 1912. до 1918. године.
- Црква Успења пресвете Богородице
- Спомен чесма - у самом селу тик уз регионални пут, налази се спомен чесма посвећена Народноослободилачкој борби у Другом светском рату у периоду од 1941. до 1945. године. На самој спомен чесми, налази се мермерна плоча са угравираним именима и презименима особа које су у Народноослободилачким ратовима дали своје животе. Оно што је карактеристично за саму чесму јесте да је вода питка преко целе године, захваљујући напорима претходних генерација мештана.
- Дом културе - у самом центру села, испод регионалног пута, смештен је Дом културе. Сама композиција грађевине, подељена је у неколико целина и то: централна сала са бином, спратни део са просторијама, додатним просторијама које су поред саме зграде дома културе, продавница, функционалним подрумом. Сам дом културе користиле су раније генерације мештана које су овде проводиле слободно време, као и разне активности. У самој сали организоване су разне манифестације почев од фолклорних представа и разних других дешавања. Дом културе сада је у запуштеном стању, чак се у једном делу и кров урушио тако да грађевина последњих 15-так година није у функцији и није безбедна за употребу. По последњим доступним информацијама, Град Ниш је 2022. године на организованој лицитацији купио дом од предузећа ПИК које је у стечају. Самом овом активношћу и преносом власништа, постоји потенцијал ввраћања поновног сјаја ове грађевине након реконструкције.[7]
- Кућа старе општине - тик изнад саме чесме налази се кућа старе Општине, која дотира још из турског доба. Кућа је у запуштеном стању. Сама грађевина састављена је од приземља и спрата. Потребна је рестаурација ове зграде како би се спречило даље урушавање и пропадање. Самим тим, сачувала би се за наредне генерације, а од саме куће, могуће је у будућности адаптацијом направити потенцијални музеј који би представљао кретање самог села, као и Града Ниша кроз различите епохе.

## Познате особе
- Петко Јованчић, један од најпознатијих нишких кувара.
- Игнатије Мидић, владика СПЦ.
- Ђорђе Првуловић

## Галерија
- Порта Цркве св Илије
- Црква св Илије
- Обновљена звонара у порти Цркве св Илије
- Спомен плоча на звонари
- Мозаик изнад улазних врата Цркве св Илије
- Црква успења пресвете Богородице
- Звоно у Цркви успења пресвете Богородице
- Спомен чесма